# Ka Nerell
Ka Nerell (7 de enero de 1915 - 13 de octubre de 1998) fue una actriz de nacionalidad sueca.

## Biografía
Su verdadero nombre era Karin Edith Svengren, y nació en el Municipio de Gävle, en Suecia, 
Tras su carrera como actriz, en los años 1960 se ocupó como profesora de alemán en Lidingö. Nerell se casó en 1939 con el actor Karl Kinch, y en 1977 con Gösta-Olaus Svengren. 
Ka Nerell falleció en Estocolmo, Suecia, en el año 1998, y fue enterrada en el Cementerio Norra begravningsplatsen de dicha ciudad.
Nerell fue madre del periodista deportivo Lasse Kinch.

## Filmografía
- 1936 : Familjens hemlighet
- 1936 : Annonsera!
- 1937 : Klart till drabbning
- 1936 : Han, hon och pengarna
- 1939 : En enda natt

## Teatro
- 1936 : Hm, sa greven, de Kar de Mumma, dirección de Harry Roeck Hansen, Blancheteatern[2]